# Клер Мітчелл-Тавернер
Клер Мітчелл-Тавернер (англ. Claire Mitchell-Taverner, 1970) — австралійська хокеїстка на траві.
Олімпійська чемпіонка 2000 року.